# Sven Kramer
Sven Kramer (Heerenveen, 23 de abril de 1986) é um patinador de velocidade neerlandês.
Ele já conquistou nove medalhas olímpicas (quatro de ouro, duas de prata e três de bronze).

## Recordes pessoais
| Distância              | Tempo        | Data                    | Cidade         |
| ---------------------- | ------------ | ----------------------- | -------------- |
| 500 m                  | 36,17 s      | 27 de dezembro de 2009  | Heerenveen     |
| 1000 m                 | 1:09,77 min  | 28 de fevereiro de 2015 | Calgary        |
| 1500 m                 | 1:43,54 min  | 11 de dezembro de 2009  | Salt Lake City |
| 3000 m                 | 3:38,78 min  | 21 de dezembro de 2016  | Heerenveen     |
| 5000 m                 | 6:03,32 min  | 17 de novembro 2007     | Calgary        |
| 10000 m                | 12:38,89 min | 11 de fevereiro de 2017 | Gangneung      |
| Perseguição p/ equipes | 3:35,60 min  | 16 de novembro de 2013  | Salt Lake City |